# Казачки (Хмельницкая область)
Казачки (укр. Козачки) — село в Летичевском районе Хмельницкой области Украины.
Население по переписи 2001 года составляло 648 человек. Почтовый индекс — 31546. Телефонный код — 3857. Занимает площадь 2,744 км². Код КОАТУУ — 6823082901.

## Местный совет
31546, Хмельницкая обл., Летичевский р-н, с. Козачки, ул. Первомайская, 55

## Уроженцы
- Максюта Анатолий Аркадьевич (1963) — первый заместитель министра экономического развития и торговли Украины.